# Elasmopus holgurus
Elasmopus holgurus är en kräftdjursart som beskrevs av J. L. Barnard 1962. Elasmopus holgurus ingår i släktet Elasmopus och familjen Melitidae. Inga underarter finns listade i Catalogue of Life.